# Ruder-Europameisterschaften 1921
Die Ruder-Europameisterschaften 1921 fanden vom 9. bis 11. September in Amsterdam, Niederlande auf der Amstel statt.

## Ergebnisse
| Bootsklasse           | Gold | Silber | Bronze |
| --------------------- | --- | --- | --- |
| Einer                 | Frits Eijken | Nino Castellani | |
| Doppelzweier          | Niederlande Constant Pieterse C. H. J. Schleicher                                                                                                | Belgien Lucien Brouha Jules George | |
| Zweier mit Steuermann | Belgien Marcel Roman Roger Legrand Georges Anthony (Steuermann)                                                                                  | Frankreich | Niederlande Johannes van der Vegte Bernard te Hennepe C. A. van Es (Steuermann)                                                                                     |
| Vierer mit Steuermann | Schweiz Émile Albrecht Max Rudolf Willy Brüderlin Paul Rudolf unbekannt (Steuermann)                                                             | Frankreich | Niederlande F. W. Boers J. van Holst Pellikaan P. L. van Baren C. Gisbel J. A. Meurex (Steuermann)                                                                  |
| Achter                | Schweiz Willy Brüderlin Max Rudolf Émile Albrecht Paul Rudolf Heini Thoma Alexander Thiedemann E. Binkert Ferdinand Lecomte A. Wolf (Steuermann) | Ungarn H. István Keresztes László Józsa Károly Jesze Lajos Wick Kálmán Jesze István Szendeffy Sándor Hautzinger Ferenc Kirchknopf Károly Koch (Steuermann) | Belgien Jacques Haller Léon Vleurinck Robert Libaert Auguste Hoefman Oscar Bekaert Adrien D’Hondt Robert De Mulder Jean Van Silfhout Jules Van Wambeke (Steuermann) |

## Medaillenspiegel
| Platz  | Land        | Gold | Silber | Bronze | Gesamt |
| ------ | ----------- | ---- | ------ | ------ | ------ |
| 1      | Niederlande | 2    | –      | 2      | 4      |
| 2      | Schweiz     | 2    | –      | –      | 2      |
| 3      | Belgien     | 1    | 1      | 1      | 3      |
| 4      | Frankreich  | –    | 2      | –      | 2      |
| 5      | Ungarn      | –    | 1      | –      | 1      |
| 5      | Italien     | –    | 1      | –      | 1      |
| Gesamt | Gesamt      | 5    | 5      | 3      | 13     |